# Guy Mountfort
Guy Mountfort (Londres, 4 de diciembre de 1905 - Bournemouth, 23 de abril de 2003) fue un ornitólogo aficionado y conservacionista inglés . Es conocido por su guía de aves A Field Guide to the Birds of Britain and Europe. 

## Biografía
Fue el autor de la Guía de campo de las aves de Gran Bretaña y Europa de 1954, con ilustraciones de Roger Tory Peterson y mapas de distribución de Philip Hollom . El libro proporcionó una guía precisa e ilustrada de prácticamente todas las aves que se pueden ver en Gran Bretaña, influyendo en las guías de campo posteriores. 
En 1961 creó el Fondo Mundial para la Naturaleza junto a Victor Stolan, Sir Julian Huxley, Sir Peter Scott y Edward Max Nicholson. En 1956 dirigió una expedición al actual parque nacional y natural de Doñana cuyo resultado fue el libro Retrato de un desierto, ilustrado por Eric Hosking. En 1963, dirigió un grupo de naturalistas  que incluía a Huxley,  George Shannon  James Ferguson-Lees  y D. Ian M. Wallace  que realizó la primera expedición ornitológica a Azraq en Jordania.  Sus recomendaciones condujeron a la creación de la Reserva de Humedales de Azraq y otras áreas.  La documentación de la expedición se encuentra en los Archivos Nacionales del Reino Unido.  Fue nombrado OBE en 1970, por sus servicios a la ornitología. En 1972, lideró la campaña para salvar al tigre de Bengala, convenciendo a Indira Gandhi para que creara nueve reservas de tigres en la India, y otras ocho en Nepal y Bangladesh .